# Krzysztof Turkowski
Krzysztof Romuald Turkowski (ur. 17 maja 1954 we Wrocławiu) – historyk, wydawca, polityk samorządowy, menadżer mediów.

## Życiorys
Absolwent historii Uniwersytetu Wrocławskiego (1977), od 1977 do 1981 pracował jako bibliotekarz w Ossolineum. W latach 70. współpracownik KOR, SKS we Wrocławiu i NOWej, w sierpniu 1980 współorganizator strajków we Wrocławiu, wiceprzewodniczący Komitetu Założycielskiego NSZZ „Solidarność” Dolny Śląsk, a następnie rzecznik Zarządu Regionu NSZZ „Solidarność” Dolny Śląsk. Delegat na I zjazd „Solidarności” w Gdańsku (1981). Po wprowadzeniu stanu wojennego do 1983 ukrywał się i działał w podziemiu jako członek RKS. Jeden z redaktorów Z Dnia na Dzień, publikował również w Biuletynie Dolnośląskim. Organizator sieci chrześcijańskich uniwersytetów przy Duszpasterstwie Ludzi Pracy oraz grup duszpasterstwa akademickiego. Wykładowca Tygodni Kultury Chrześcijańskiej. W latach 1989–1990 członek Wojewódzkiego Komitetu Obywatelskiego „Solidarności” we Wrocławiu.

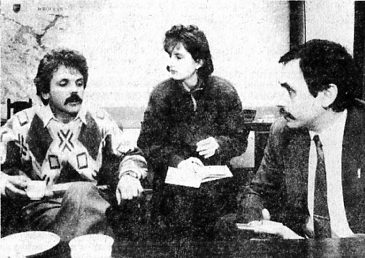
Krzysztof Turkowski (po prawej) z A. Żychlińską i S. Huskowskim

Od 1990 radny miejski i sejmiku wojewódzkiego. 1990–1994 wiceprezydent Wrocławia. W latach 1995–1998 prezes PAlFILM, od 1997 doradca prezesa TV Polsat, członek Rady Nadzorczej RSTV, od 2003 prezes spółki Antena l, 2004-06 członek zarządu TV Puls. Od 2006 przewodniczący Rady Nadzorczej PAP. Przewodniczący Rady Nadzorczej TV Lubin. Laureat prezesa Polskiego Radia za działalność redakcyjną. Laureat nagrody prezydenta Wrocławia w 2007 roku.
Autor licznych publikacji w prasie solidarnościowej, podziemnej i emigracyjnej, cyklu rozmów z liderami emigracji londyńskiej, twórca audycji historycznych i politycznych w Radiu Wolna Europa, PR i w Radiu Kolor. Członek Prezydium Dolnośląskiej Federacji Kultury, przewodniczący Stowarzyszenia na Rzecz Rozwoju Wrocławia, wiceprzewodniczący Stowarzyszenia Nadawców Radiowych i Telewizyjnych i Stowarzyszenia Autorów Radiowych i Telewizyjnych.
W październiku 2011 roku powołany do Rady Polskiego Instytutu Sztuki Filmowej.

## Odznaczenia
- Krzyż Komandorski Orderu Odrodzenia Polski – nadanie 2024[2], wręczenie 2025[3]
- Krzyż Oficerski Orderu Odrodzenia Polski – 2008[4]
- Krzyż Kawalerski Orderu Odrodzenia Polski – 1989, nadany przez prezydenta RP na uchodźstwie[5][6]
- Krzyż Wolności i Solidarności – 2022[7]
- Złota Odznaka Honorowa Wrocławia – 2022[8]